# Mai Mai (grup musical)
Mai Mai és un grup de música nascut a València el 2012. Els seus components són Mario Sancho i Pau Belda, i la banda es completa en directe amb Toni Carrillo i David González. El grup ha estat emmarcat dins de l'indie rock i el rock alternatiu.
Els Mai Mai publiquen la seua primera cançó el 2014, amb el títol de Filibusters i acompanyada de videoclip. El llançament va estar precedit d'una campanya enigma en la que s'amagaven darrere uns passamontanyes rosa amb orelles de conill. Un mes després publicaven el seu EP debut Mai Mai, que seria reeditat a finals d'any per la discogràfica Flor y Nata Records. Aquestes primeres cançons van ser enregistrades per Tono Hurtado (Tardor). Realitzen una gira de presentació de més de 25 concerts, i signen contracte amb Flor y Nata Records per editar el seu primer llarga durada.
El seu primer LP va rebre el títol d'Arribar a Mart i va ser produït per Eric Fuentes (The Unfinished Sympathy) i enregistrat per Iban Rodríguez (Rosa-Luxemburg) als estudis Lluerna de Barcelona el gener de 2015. La influència del productor i músic barceloní és ben patent en la sonoritat de tot el disc, molt més crua que al seu treball debut. Al disc col·laboren Carla Pérez (MOURN), Joan Colomo i Miquel Àngel Landete (Senior i el Cor Brutal). Després de la gira de presentació Mai Mai es transforma en trio amb l'eixida de Miquel Albero. El mateix any decideixen plasmar els canvis a la banda amb un nou senzill: Cançó d'octubre.
L'any 2016 Mai Mai publiquen dos cançons més, que junt a Cançó d'octubre agrupen a l'EP Mil Pulmons, amb el que tornen a l'autoedició i on reapareix Tono Hurtado com a únic productor extern. Les dos cançons són Dolça força i Mil Pulmons, aquesta última amb la col·laboració de Carles Caselles (Smoking Souls) a les veus. Les tres es publiquen acompanyades de videoclip.
A finals d'any comencen la composició d'un nou disc llarga durada, però l'eixida del guitarrista Pau Berga de la banda dilata el procés. En aquest moment s'afegeix a la composició del disc el músic valencià Toni Carrillo, i finalment enregistren l'àlbum l'estiu de 2017. Diversos contratemps ajornen el llançament de l'àlbum, batejat com Bonaventura. El primer senzill és El camí cap a casa, publicat en format videoclip la tardor de 2018. Dos mesos després veu la llum el segon avançament Lluny d'ací, amb la col·laboració de Bárbara López (Mafalda). Finalment, Bonaventura es publica el febrer de 2019, i es presenta en directe a l'abril a la sala Moon de València. Hi col·laboren també el vocalista d'Aspencat Ivan Gosp (veu a Bonaventura) i Pau Paredes (teclats). L'àlbum és nominat com a Millor Disc de Rock als XII Premis Ovidi (2019).

## Discografia
- Mai Mai (autoedició, 2014; Flor y Nata Records. 2014)
- Arribar a Mart (Flor y Nata Records, 2015)
- Mil Pulmons (autoedició, 2016)
- Bonaventura (autoedició, 2019)

## Senzills
- Filibusters (2014)
- Quatre (2014)
- Oxigen (2015)
- Com arribar a Mart (2015)
- Cançó d'octubre (2015)
- Dolça força (2016)
- Mil Pulmons (2016)
- El camí cap a casa (2018)
- Lluny d'ací (2019)